# Aszer Lemel Marokko
Aszer Lemel Marokko (ur. 1810, zm. 1887 w Łodzi) – podrabin łódzki od 1842 roku do śmierci.
Ukończył jesziwę w Strykowie uzyskując uprawnienia rabinackie, następnie osiadł w Ozorkowie, gdzie prowadził jesziwę. W 1842 roku został powołany na funkcje podrabina i sędziego religijnego w Łodzi, którą to funkcję pełnił aż do śmierci. Został pochowany na starym cmentarzu żydowskim w Łodzi.